# Hospet
Hospet – miasto w Indiach, w stanie Karnataka. W 2011 roku liczyło 206 167 mieszkańców.